# Crambus dissectus
Crambus dissectus là một loài bướm đêm trong họ Crambidae.